# Otto von Diemeringen
Otto von Diemeringen († 28. August 1398) war ein elsässischer Domherr und Übersetzer.
Er führt sich selbst mit den Worten ich Otte von Diemeringen Důmherre zů Metze ein. Das Ministerialengeschlecht derer von Diemeringen ist im 14. und 15. Jahrhundert im Metzer und Straßburger Raum häufig belegt. Die sicheren Belege zur Person Ottos von Diemeringen beginnen mit seinem Eintritt in das Metzer Domkapitel am Ende des Jahres 1367 oder zu Beginn des Jahres 1368. Als Kanoniker erscheint er in den Protokollen des Kapitels, aber auch in verschiedenen Registerserien der römischen und auch avignonesischen Päpste.
Aus diesen geht Ottos Beteiligung an kirchenpolitischen Aktivitäten des Metzer Kapitels während des großen Abendländischen Schismas (1378–1417) hervor, welches das kirchliche und weltliche Leben sowohl im Metzer Bistum als auch in weiten Teilen des Abendlandes nachhaltig erschütterte. Es lassen sich finanzielle Transaktionen nachvollziehen sowie sein Bemühen um ein Kanonikat in Châlons und ein weiteres an der Kathedrale von Straßburg. Wahrscheinlich studierte Diemeringen in Paris und erwarb dort den akademischen Grad Magister in artibus. Sein Tod am 28. August 1398 ist durch die Inschrift auf einem Bleikreuz in einem Grab im Metzer Dom belegt.
Diemeringen übersetzte den Reisebericht des Jean de Mandeville ins Deutsche. Seine Übersetzung ist neben derjenigen von Michel Velser die bedeutendste in deutscher Sprache. Sein Ausgangstext war dabei die französischsprachige Lütticher Version, in der zusätzlich zur Beschreibung einer Reise von Europa ins Heilige Land und von dort nach Indien und China, Episoden aus der Ogier-Sage eingebaut wurden. Seine Übersetzung ist nicht wortgetreu, die Bearbeitungsintension vielmehr pragmatisch-systematisierend. Er gliederte das Werk in fünf Bücher und fasste im letzten die Berichte des Autors über christliche und nichtchristliche Glaubensformen zusammen.